# Annick Girardin
Annick Girardin (Sant-Maloù, Ille i Vilaine, 3 d'agost de 1964), és una política francesa.
Membre del Partit Radical d'Esquerra (PRG) i presidenta del moviment Cap al futur (CSA), fundat l'any 2000, és elegida diputada a Saint-Pierre i Miquelon a partir de 2007.
Abandona l'Assemblea Nacional l'any 2014 després de la seva nominació com a secretària d'Estat encarregada del Desenvolupament i de la Francofonia al govern Valls. Esdevé ministra de la Funció pública del segon govern Valls l'any 2016 i conserva aquesta funció en el si del govern Cazeneuve.
L'any 2017, després de l'elecció d'Emmanuel Macron a la presidència de la República, és nomenada ministra d'Ultramar al govern Édouard Philippe. En el govern Jean Castex ocupa la cartera de ministra del Mar. És la única persona, juntament amb Jean-Yves Le Drian, que ha format part d'un govern sota la presidència de François Hollande i d'Emmanuel Macron.

## Situació personal

### Orígens i formació
Reneboda del conseller de Saint-Pierre i senador Henri Claireaux (grup dels republicans populars), és la gran de quatre germans; la seva mare és mestressa de casa i el seu pare, després de les activitats en el domini de la pesca, va dirigir una empresa familiar de forn de pa i pastisseria. Va viure fins als sis anys a casa del seu avi, un cap d'obres públiques.
Esta diplomada com a presentadora sociocultural

### Vida privada
Es mare amb setze anys d'una filla, futura presentadora del temps i animadora d'una emissió culinària en la cadena de televisió local Saint-Pierre et Miquelon La Première.
El seu company és Jean-François Vigneau, conseller territorial de Saint-Pierre-et-Miquelon que la succeeix l'any 2016 a la comissió consultiva dels serveis públics locals. El 23 d'octubre de 2019, Le Canard enchaîné revela que aquest s'ha endut licitacions sense competència a Saint-Pierre-et-Miquelon.

## Recorregut polític

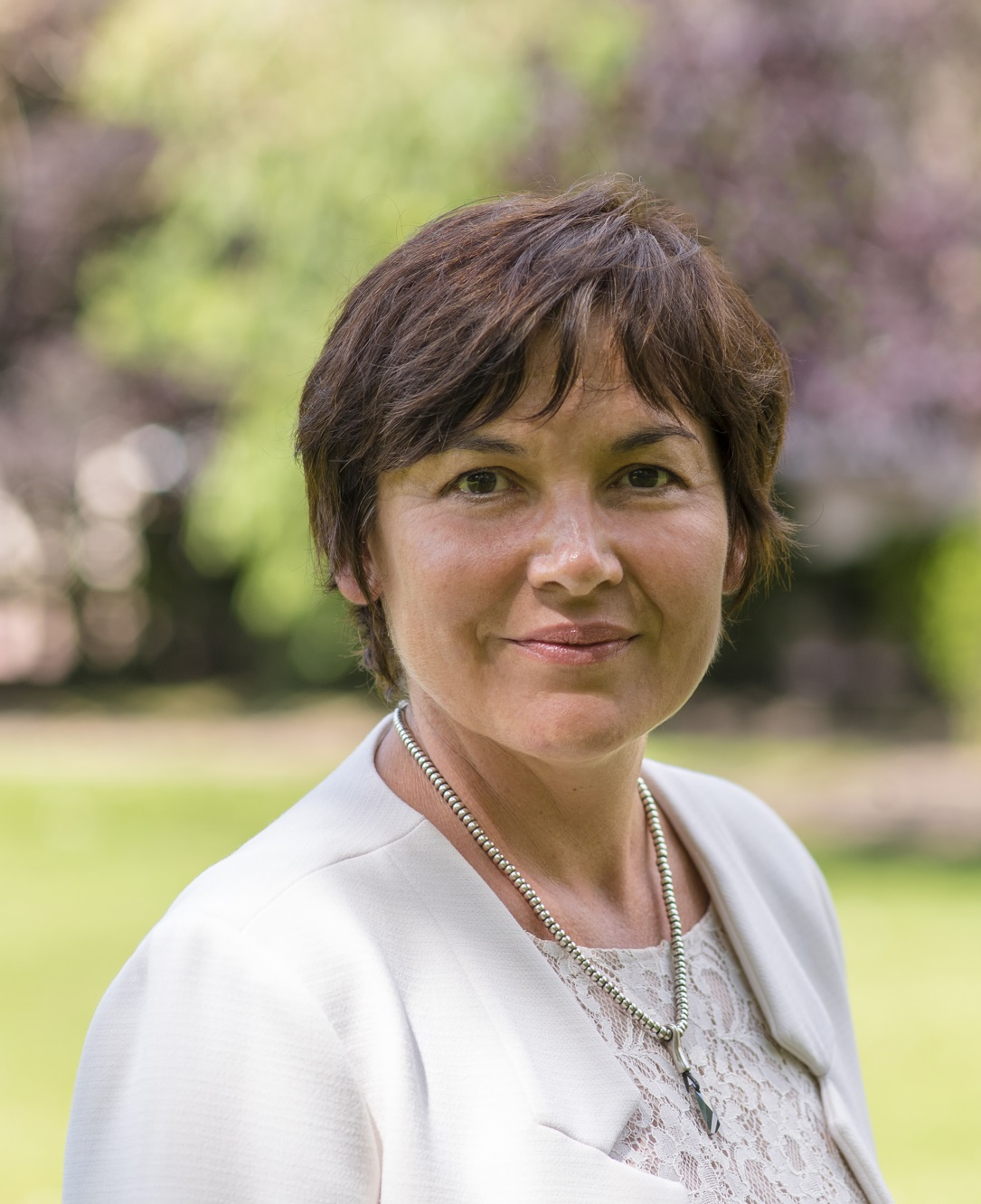

### Començaments a Saint-Pierre-et-Miquelon
Annick Girardin ha estat membre del consell territorial de Saint-Pierre-et-Miquelon, del març de 2000 a l'abril de 2016.
Va ser igualment membre del consell municipal de Saint-Pierre del 18 de març de 2001 al 15 de febrer de 2002.
En les Eleccions legislatives franceses de 2002, és candidata del Partit Radical d'Esquerra a la circumscripció legislativa de Saint-Pierre-et-Miquelon. Amb només el 14,8 % dels sufragis expressats, no és qualificada per a la segona volta, que conclou amb la reelecció del diputat sortint, Gérard Grignon.

### Diputada
En les eleccions legislatives de 2007, ho intenta una altra vegada i obté el 31,1 % dels vots a la primera volta, aconseguint 132 vots darrere del diputat sortint. Una setmana més tard, és elegida diputada enfront de Gérard Grignon obtenint el 51,27 % dels sufragis. Durant el seu mandat com a diputada, Annick Girardin és vicepresidenta de la secció francesa de l'Assemblea parlamentària de la francofonia.
És reelegida des de la primera volta de les eleccions legislatives de 2012, amb el 65,53 % dels sufragis, amb 1.675 vots sobre 2.556, Saint-Pierre-et-Miquelon és la circumscripció més petita de França (6.079 habitants només contra de 100.000 a 140.000 de mitjana en altres circumscripcions legislatives de França).

### Secretària d'Estat encarregada del Desenvolupament i de la Francofonia

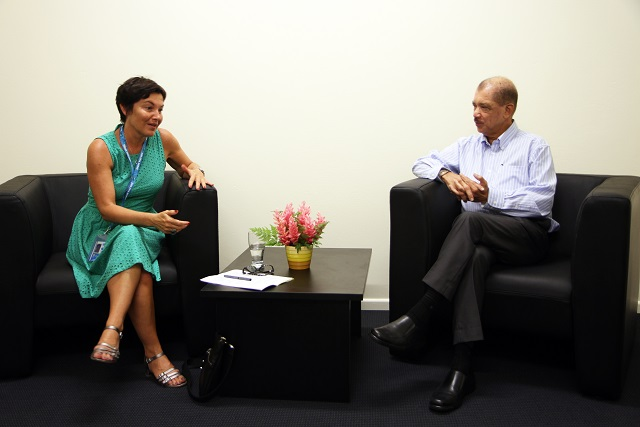
Annick Girardin i James Michel al setembre de 2014.

És nomenada secretària d'Estat encarregada del Desenvolupament i de la Francofonia al govern Valls I el 9 d'abril de 2014. És la primera persona de Saint-Pierre-et-Miquelon membre d'un govern
La seva suplent era llavors Catherine Pen, que es converteix en diputada però dimiteix de seguida. El 29 de juny de 2014 s'organitza una elecció legislativa parcial, en la qual Annick Girardin és candidata. Victoriosa de nou, des de la primera volta, queda al govern i el seu nou suplent, Stéphane Claireaux, es converteix en diputat l'agost de 2014.

### Ministra de la Funció pública
És nomenada ministra de la Funció pública al segon govern Valls, en lloc de Marylise Lebranchu, en la remodelació de l'11 de febrer de 2016.
Membre del consell executiu del Partit radical d'esquerra des de 2012, és renovada al seu lloc de vicepresidenta en el comitè director del PRG el 5 d'octubre de 2016.
D'altra banda és nomenada representant personal del President de la República Francesa a l'Organització internacional de la francofonia el 27 de juny de 2014, funció que va abandonar poc després del seu canvi de cartera ministerial.
Al març 2016, els periodistes Sylvie Koffi i Shaman Dolpi li consagren un film documental de 52 minuts, Annick, la pirate de l'espoir, una coproducció France Télévisions i AYA Reportage, amb la participació de TV5 Monde; el film, que repassa la seva trajectòria, va necessitar sis mesos de rodatge, de Sant-Maloù a Saint-Pierre i Miquelon passant per Mali i Tunísia.
El 9 de desembre de 2016, Émile Zuccarelli envia a la ministra de la Funció pública l'informe « Laïcitat i funció pública » que comporta vint proposicions de llei. La ministra es compromet llavors a tramitar-ne prioritàriament sis: una formació obligatòria dels funcionaris a la laïcitat, un referent de laïcitat a cada administració, la creació d'un portal Internet sobre el tema, una jornada d'intercanvi sobre la laïcitat i un manual enviat als agents públics en assumir les seves funcions
Durant les primàries ciutadanes de 2017, dona suport a Sylvia Pinel. En les eleccions presidencials de 2017, dona suport al candidat d'En marche, Emmanuel Macron, vot que ella defineix com a "útil".

### Ministra d'Ultramar
El 17 de maig de 2017, després de la victòria d'Emmanuel Macron en les eleccions presidencials, és nomenada ministra d'Ultramar al govern d'Édouard Philippe. Candidata a les legislatives de 2017 per Saint-Pierre-et-Miquelon, és reelegida a la segona volta amb el 51,87 % dels vots. Ella seu un mes a l'Assemblea nacional, on el grup La República En Marxa. Conserva el seu ministeri
Al setembre 2017, gestiona el dossier de les destruccions causades per l'huracà Irma a Saint-Martin i a Sant-Barthélemy.
A començaments de març de 2018, és confrontada a la gestió d'una llarga vaga a Mayotte, on els seus habitants protestaven contra la immigració clandestina i la delinqüència. Anuncia el reforçament de mesures de seguretat que no satisfan els manifestants.
El 15 de maig de 2018, Annick Girardin, presenta el seu pla de recuperació per al departament de Mayotte. Té sis capítols (seguretat, justícia i immigració; salut; social; educació i formació; allotjament; infraestructures; institucions i serveis de l'Estat), 53 compromisos i 125 accions amb un cost global de 1,3 mil milions d'euros excepte el personals d'educació (500 contractacions previstes)